# Unveiling a Parallel
Unveiling a Parallel: A Romance est un roman de science-fiction féministe et utopique publié en 1893. La première édition du livre en attribuait la paternité à « Two Women of the West ». Il s'agissait d'Alice Ilgenfritz Jones et d'Ella Robinson Merchant, des écrivaines qui vivaient à Cedar Rapids, Iowa.

## Genre
Le roman fait partie d'un grand nombre d'œuvres de fiction spéculative et de fiction utopique et dystopique qui ont caractérisé la fin du XIXe et le début du XXe siècle,,.
Les questions et les approches féministes étaient importantes dans cette vague de littérature spéculative. Alors que les femmes écrivaines prônaient généralement des causes et des valeurs féministes (comme dans Mizora de Mary Lane et New Amazonia d'Elizabeth Burgoyne Corbett), il y avait aussi des exceptions : des femmes conservatrices et orientées vers la tradition utilisaient la fiction spéculative pour argumenter contre le féminisme (comme dans The Republique of the futur).

## Histoire
Jones et Merchant différaient de certaines autres romancières féministes de leur génération (comme Corbett et Lane, mentionnées ci-dessus) en ce qu'elles faisaient de leur protagoniste fictif un homme au lieu d'une femme. Leur héros se rend sur la planète Mars dans un «avion». (Ce terme est né en France en 1879; ce roman a fourni l'une des premières utilisations du mot en anglais). Le voyageur anonyme visite deux sociétés martiennes différentes ; dans les deux cas, il y a égalité entre hommes et femmes. Dans l'un, à Paleveria, les femmes ont adopté les caractéristiques négatives des hommes ; dans l'autre à Caskia, l'égalité des sexes « a rendu les deux sexes gentils, aimants et généreux ».
Le niveau technologique est comparable sur les deux planètes ; les Martiens comptent sur des chevaux martiens pour le transport. Le narrateur atterrit d'abord dans le pays martien de Paleveria, qui est un État républicain et capitaliste, avec des divisions de classe claires; les gens sont végétariens et s'habillent de robes amples. Leurs maisons (du moins parmi les aristocrates) sont classiques et somptueuses, avec des sols et des statues en marbre, des tentures en soie et des fresques sur les murs. Les femmes de Paleveria peuvent voter, occuper des postes politiques et diriger des entreprises ; elles proposent le mariage à des hommes, ont des relations sexuelles avec des hommes prostitués et participent même à des matchs de lutte.
Le voyageur séjourne chez un astronome nommé Severnius, dans la ville de Thursia ; il étudie assidûment et apprend la langue. Severnius est son guide dans la société —, tout comme Elodia, la belle sœur de l'astronome. Le narrateur tombe bientôt amoureux d'Elodia, mais est choqué par ses traits et ses habitudes libérés. Elodia est banquière de profession ; elle boit de l'alcool et consomme une drogue martienne, a des relations avec des hommes et finit par révéler un enfant illégitime.
Severnius, pour sa part, interroge le narrateur sur la Terre, et le voyageur a du mal à fournir des explications logiques et acceptables pour de nombreuses coutumes terrestres, impliquant principalement les distinctions entre les sexes. Le narrateur est consterné par les femmes qui participent aux arts martiaux — et Elodia le condamne également ; mais elle condamne aussi les combats de boxe masculins, que le voyageur accepte comme naturels. Le narrateur et Severnius débattent de plusieurs autres questions, y compris concernant les femmes, et plus spécifiquement leur nature, qui, selon le narrateur, est inhérente à toutes les femmes tandis que Severnius soutient que le caractère est entièrement basé sur l'individu et est une sphère distincte du sexe.
Lors d'une promenade avec Elodia, le narrateur la confronte à bon nombre de ces différences et à l'anxiété qu'il a ressentie sur la planète. Il insiste sur le fait qu'elle est meilleure que la version d'elle-même qu'elle présente et pousse une version plus conservatrice de la féminité qu'il pense qu'elle pourrait incarner. C'est alors qu'Elodia révèle qu'elle a eu un enfant hors mariage qu'elle ne revendique pas. Le narrateur est profondément choqué lorsqu'il apprend l'existence de la fille illégitime d'Elodia; il part pour une visite à Caskia. Ce pays du nord a un ordre social et économique plus coopératif et égalitaire que Paleveria ; ses habitants cultivent des qualités intellectuelles, artistiques et spirituelles. Caskia se rapproche du statut d'une utopie martienne. Dans la ville de Lunismar, le voyageur rencontre une autre femme martienne, Ariane, qui correspond davantage au stéréotype  traditionnellement féminin selon des normes terrestres conservatrices. Il la considère comme «la chose la plus haute et la plus pure sous le ciel». Il rencontre également un enseignant vénéré appelé Le Maître; les deux ont une longue conversation spirituelle. Le narrateur revient sur Terre.
Unveiling a Parallel a été réimprimé dans plusieurs éditions modernes.

## Analyse
Jones et Merchant ont travaillé pour s'assurer que leur monde fictif sur Mars était très similaire à leur propre monde afin que les différences entre les deux soient plus faciles à comparer. La technologie sur les deux planètes est la même. Par exemple, les Martiens utilisent des calèches pour se déplacer. Cet accent mis sur la correspondance des deux mondes dans l'écriture de fiction était courant au XIXe siècle et était connu sous le nom de « réalisme ». Cela ne signifie pas nécessairement que l'histoire semble pouvoir vraiment se produire, mais que les gens ordinaires penseraient que c'était similaire à leur propre vie et pourraient se mettre dans l'histoire. «Les gens ordinaires» signifiaient cependant un groupe très spécifique en Amérique : la classe moyenne croissante du pays. En rendant le nouveau monde familier à la classe moyenne, Merchant et Jones ont fait allusion à la possibilité d'une égalité entre les sexes et à la manière dont cela fonctionnerait dans leur vie américaine. Elles essaient également de le faire en créant un débat constant entre Severnius et le voyageur. Chaque fois que le voyageur rencontre quelque chose de nouveau sur Mars, il devient confus et pose de nombreuses questions et explique pourquoi il pense que les choses fonctionnent différemment sur Terre. Severnius peut alors expliquer pourquoi les Martiens procèdent différemment afin que toute personne lisant l'histoire puisse voir l'argument que Jones et Merchant essaient de faire valoir la raison pour laquelle l'égalité entre les hommes et les femmes serait possible en Amérique. Par exemple, Severnius dit au voyageur que les femmes sont autorisées à voter sur Mars parce qu'elles font partie de la société. Le voyageur essaie de donner une raison pour laquelle les femmes n'ont pas les mêmes droits sur Terre en mentionnant les lois sur la propriété foncière comme condition de vote. Mais lorsque Severnius apprend que les femmes sur Terre peuvent posséder des terres dans certaines circonstances mais ne sont toujours pas autorisées à voter, il souligne que c'est injuste. Les femmes en Amérique soutenaient des positions similaires et l'empêchement des femmes propriétaires foncières de voter est ce qui a provoqué la colère de nombreuses femmes en les poussant à chercher à obtenir le droit de vote.
Même si Jones et Merchant parlent des droits des femmes, elles n'en parlent pas de la même manière que les autres féministes de la même époque. Les femmes palévériennes sont beaucoup plus libres sexuellement que les femmes du XIXe siècle ne pensaient qu'elles devraient l'être, même parmi celles qui recherchaient la liberté. Le fait que les femmes aient accès à des prostitués masculins et qu'Elodia ait un enfant hors mariage dont elle ne dit pas qu'il est le sien constitue un problème pour les autres Martiens. Cependant, ce n'est pas parce qu'elle est une femme comme c'est le cas avec le voyageur. Les Martiens sont bouleversés par ce qu'Elodia a fait parce qu'ils pensent qu'elle est une personne qui a cédé à la tentation du sexe comme beaucoup de gens le font. La liberté sexuelle était une question que de nombreuses féministes du XIXe siècle ne voulaient pas aborder et qui a amené de nombreuses femmes au sein des cercles féministes à être en désaccord et à se battre les unes contre les autres. Jones et Merchant ne souhaitaient peut-être pas que les femmes aient recours à des prostitués masculins, mais voulaient simplement révéler le parallèle et les normes différentes auxquelles les hommes et les femmes sont confrontées lorsqu'il s'agit de commettre des erreurs humaines. Severnius dit ainsi au voyageur que même s'il n'est pas ravi à l'idée que les femmes aient des relations sexuelles hors mariage, cela n'a pas de sens que les hommes soient plus libres de le faire que les femmes. «Quelle est la raison possible pour laquelle les hommes, plus que les femmes, devraient avoir le privilège de se livrer au vice?».
Parce que l'histoire décrit une société utopique où les femmes ont plus de droits qu'elles n'en avaient dans l'Amérique du XIXe siècle, l'histoire est souvent comparée à Herland de Charlotte Perkins Gilman. En plus d'examiner des problèmes similaires, les deux histoires sont racontées du point de vue d'un homme extérieur qui est lié d'une manière ou d'une autre à leur société américaine contemporaine. L'utilisation d'un narrateur masculin généralement peu favorable à l'idée des droits des femmes pour expliquer les défaillances d'une société contrôlée même partiellement par les femmes donne aux romans une couche d'humour. L'histoire de Jones et Merchant est cependant beaucoup plus radicale que celle de Gilman. Elles discutent de la liberté sexuelle d'une manière que Gilman choisit d'éviter complètement, et elles ont également complètement évité le cliché d'un mariage à la fin. Le voyageur propose le mariage à Elodia, mais elle refuse et révèle alors son enfant secret ce qui le dégoûte d'elle.
Les questions des droits des femmes ne sont pas les seuls problèmes politiques que les deux autrices évoquent dans le livre. Paleveria souffre de plusieurs des mêmes problèmes que l'Amérique à l'époque. Les relations de classe, gros problème en Amérique qui ont causé beaucoup de tension et de colère, sont également présentes sur Mars. Lorsque Severnius montre au narrateur le sanctuaire qu'il a construit dans sa maison, il dit au narrateur à quel point il est devenu «aristocratique d'avoir son propre sanctuaire privé, et ne pas aller à l'église du tout, sauf par condescendance, pour fréquenter les masses ». Même quelque chose qui devrait rassembler les gens, comme la religion, s'emmêle avec les distinctions entre riches et pauvres, montrant à quel point le problème est profond dans la société martienne. Ces relations négatives entre riches et pauvres ressemblent beaucoup au type de conflits de classe auxquels les Américains étaient confrontés à l'époque. En pointant cela Merchant et Jones tentent de montrer à quel point ces tensions peuvent empirer si elles ne sont pas arrêtées.
Merchant et Jones évoquent également d'autres problèmes politiques lorsque le voyageur quitte Paleveria et va rendre visite aux amis de Severnius à Caskia. À Caskia, le narrateur reste avec quelqu'un qui n'est connu que sous le nom de «Le Maître». Au cours de la dernière partie de l'histoire, Le Maître fonctionne de la même manière que Severnius au début de l'histoire, en ayant un débat avec le narrateur pour montrer à ceux qui lisent le roman la logique derrière de nombreuses décisions de la société. Il condamne les façons dont les gens sur Terre choisissent de pratiquer la religion parce qu'ils ne séparent pas le sens spirituel des paroles du Christ de leur sens littéral. Il pense que les Américains sont plus concentrés sur les images et les symboles de la religion que sur le message. Les progressistes faisaient des arguments similaires sur la religion et la façon dont la distinction entre le bien et le mal devenait de plus en plus floue pour les gens et dont nombres de réformateurs se focalisaient sur l'immoralité et le manque de religion en en faisant la cause des problèmes politiques du pays. Ils croyaient pouvoir résoudre ces problèmes en supprimant tout vice de leur vie. Le Maître soutient que croire que la nature humaine est imparfaite reviendrait à croire que Dieu a créé quelque chose d'imparfait ce qui semble irrespectueux.

## Autrices
Alice Ilgenfritz Jones (1846 -1905) a écrit d'autres romans au cours de sa carrière : High Water Mark (1879), Béatrice of Bayou Têche (1895) et The Chevalier of Saint-Denis (1900). Elle a également écrit des courts métrages de fiction et des essais de voyage. Ella Robinson Merchant (1857-1916) possédait des journaux dans le Montana et l'Iowa avec son mari Stoddard Merchant et a continué à diriger le Cedar Rapids Daily Republican après la mort de ce dernier. Elle n'a publié aucune autre œuvre de fiction.